# Barbulifer pantherinus
Barbulifer pantherinus е вид бодлоперка от семейство Попчеви (Gobiidae).

## Разпространение и местообитание
Видът е разпространен в Мексико.
Среща се на дълбочина от 1 до 15 m, при температура на водата от 20,8 до 22,4 °C и соленост 35,1 – 35,3 ‰.

## Описание
На дължина достигат до 5,2 cm.